# 索沃泰尔德贝阿恩
索沃泰尔德贝阿恩（法語：Sauveterre-de-Béarn，法語發音：[sovtɛʁ də beaʁn]），法国西南部市镇，位于新阿基坦大区大西洋比利牛斯省，隶属于奥洛龙-圣玛丽区，其市镇面积为14.54平方公里，2022年1月1日时人口数量为1,361人，在法国城市中排名第7,560位。
索沃泰尔德贝阿恩位于大西洋比利牛斯省北部，奥洛龙河畔，是一个区域性的中心市镇，多条公路在此交汇。

## 地名来源
“Sauveterre”最初于公元1235年以“Salvaterra”的形式被记载，该名称来自天主教，意为“宗教保护下的避难所”。
索沃泰尔德贝阿恩历史上曾通行奥克语贝阿恩方言，“Sauveterre”在奥克语维基百科中对应的拼写为“Sauvatèrra”，在奥克语Openstreetmap中则被标记为“Sauvatèrra de Bearn”。
此外，因翻译标准不同，“Sauveterre-de-Béarn”在中文谷歌地图等汉语资料中被翻译为含有连字号的索沃泰尔-德贝阿恩。

## 历史

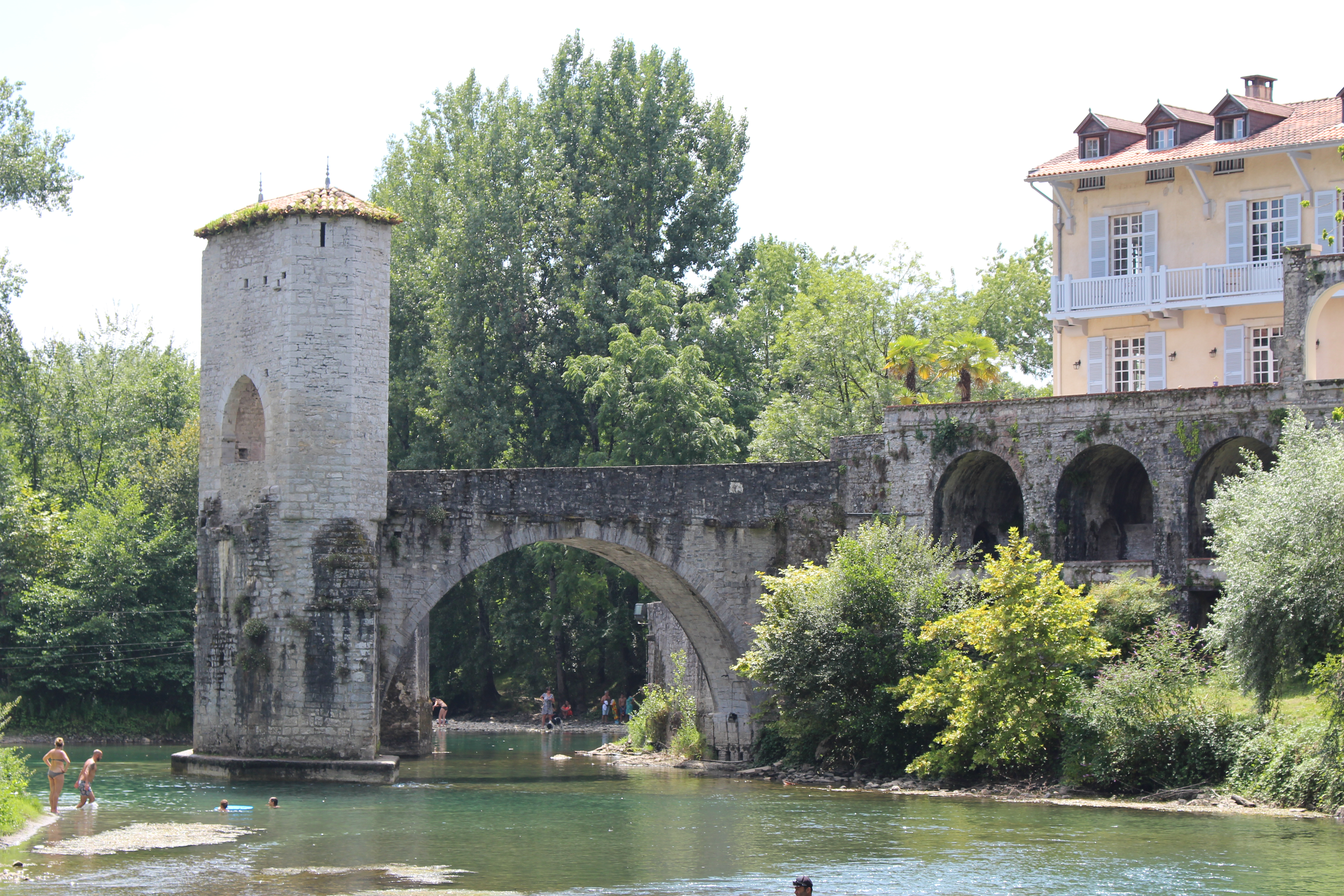
神话桥

索沃泰尔德贝阿恩的早期历史尚不清楚，该地在中世纪中期以前为一处宗教庇护所。公元1170年，贝阿恩子爵夫人纳瓦拉的桑莎被指控杀死了其与加斯东五世之子，她为了证明清白，从索沃泰尔城门外的桥下纵身跃下但得以幸存，此后证明桑莎是清白的，这座桥也因此被冠名为“神话桥”（Le pont de la Légende）。宗教战争期间，沙隆的菲利贝尔于1523年攻占索沃泰尔并擒获了藏匿于城内的让·达尔布雷（Jean d'Albret）。法国大革命后，索沃泰尔德贝阿恩成为下比利牛斯省（1969年更名为“大西洋比利牛斯省”）的一个市镇。1829年，奥雷特（Oreyte）和叙纳尔特（Sunarthe）两个市镇整体并入索沃泰尔德贝阿恩。1901至1931年间，索沃泰尔德贝阿恩曾为波城-奥洛龙-莫莱翁铁路网的一个站点。

## 地理

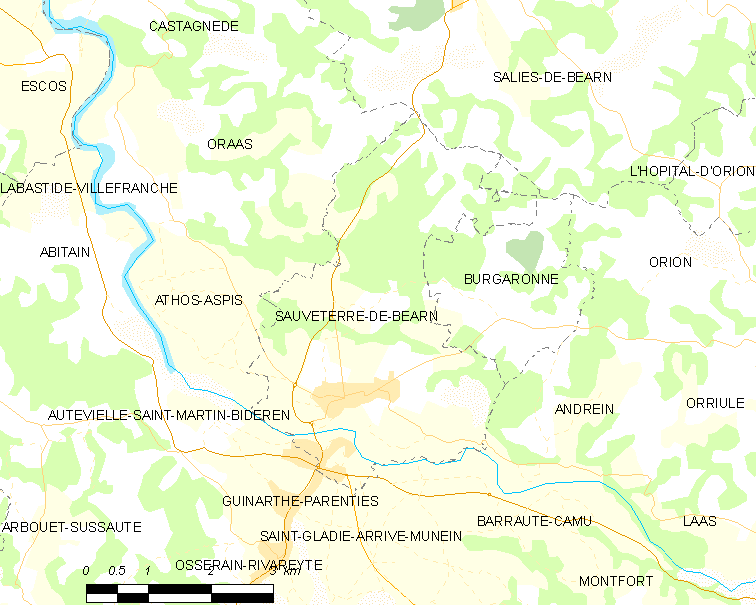
索沃泰尔德贝阿恩市镇范围地图

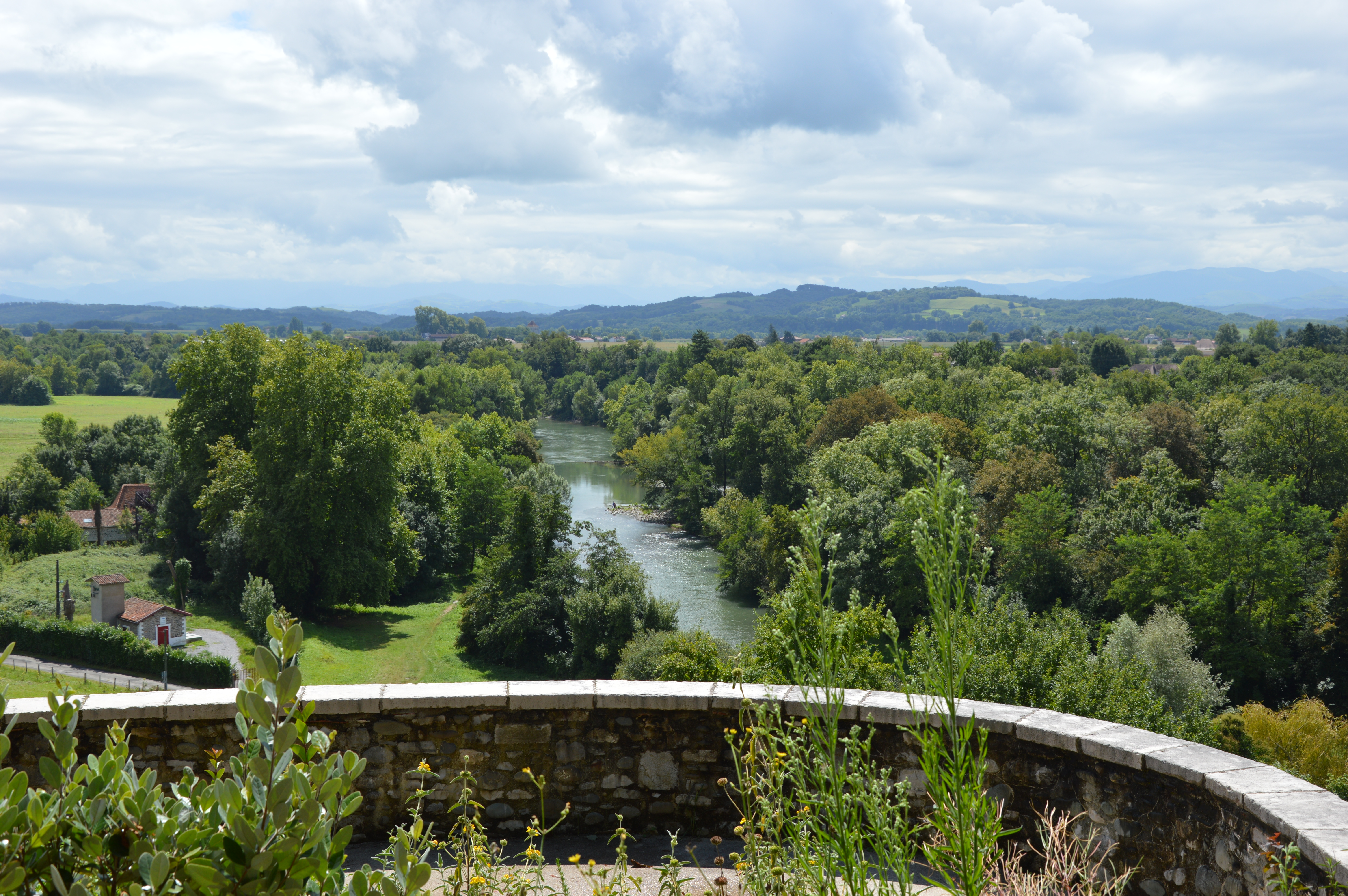
从索沃泰尔德贝阿恩眺望奥洛龙河

索沃泰尔德贝阿恩位于法国西南部，新阿基坦大区西南部和大西洋比利牛斯省中北部，距离省会波城大约61公里。与索沃泰尔德贝阿恩接壤的市镇包括：奥拉斯、萨利德贝阿恩、比尔加罗讷、阿托斯-阿斯皮斯、欧特维耶勒-圣马丹-比德朗、吉纳尔特-帕朗蒂、昂德兰、圣格拉迪-阿里沃-米南和巴罗特-卡米。

### 地形
索沃泰尔德贝阿恩位于比利牛斯山西北部边缘地带，境内以丘陵和浅丘为主，市镇中心地势较为平坦，全境海拔在44到205米之间。

### 水文
索沃泰尔德贝阿恩位于阿杜尔河流域范围内，奥洛龙河自东向西流经镇中心并形成格莱尔岛（île de la Glère），后者为一块大型河心岛。

### 植被
索沃泰尔德贝阿恩属于温带阔叶混交林区，林地广泛分布于河流附近。
在鲜花城市的评比中，索沃泰尔德贝阿恩暂未被评级。

### 气候
索沃泰尔德贝阿恩在柯本气候分类法中属于温带海洋性气候，因地形及纬度因素影响，当地气候带有一定的亚热带特征。

## 行政区划
索沃泰尔德贝阿恩的市镇编号为64513，邮政编号为64390。
在行政管理方面，索沃泰尔德贝阿恩隶属于法国新阿基坦大区大西洋比利牛斯省奥洛龙-圣玛丽区；在地方选举方面，索沃泰尔德贝阿恩是奥尔泰兹盐谷土地县的中央投票站所在地，其市镇范围全境被划入大西洋比利牛斯省第四选区；在社会管理方面，索沃泰尔德贝阿恩是河流贝阿恩市镇公共社区的组成部分。
截至2023年4月，索沃泰尔德贝阿恩市镇范围内暂无任何城市敏感街区及城市政策优先街区。
法国国家统计与经济研究所（简称）在进行数据统计时，未将索沃泰尔德贝阿恩划入任何城市核心区（Unité urbaine）、城市区（Aire urbaine）及城市辐射区（Aire d'attraction）。此外，还将索沃泰尔德贝阿恩市镇整体看作一个“块区”（IRIS），以便于统计人口分布情况。

## 交通

### 公路
大西洋比利牛斯省省道D23线、D27线、D933线和D936线在索沃泰尔德贝阿恩境内交汇，新阿基坦大区下属的城际客运提供城际巴士线路，可前往周边部分市镇。
2019年，67.7%的索沃泰尔德贝阿恩家庭拥有至少一辆私人汽车。
| 7 | 15 |

| 波城 | 61 |

| 纳瓦朗克斯 | 22 |

| 圣让皮耶德波尔 | 44 |

### 铁路
距离索沃泰尔德贝阿恩最近的运营中的客运铁路车站为17公里外的皮约站，该站停靠往返于波城和巴约讷一线的区域列车。

### 航空
索沃泰尔德贝阿恩距离比亚里茨机场和波城机场的公路里程分别约79公里和72公里。

### 城市公共交通
截至2023年4月，索沃泰尔德贝阿恩暂无城市公共交通系统。

## 政治

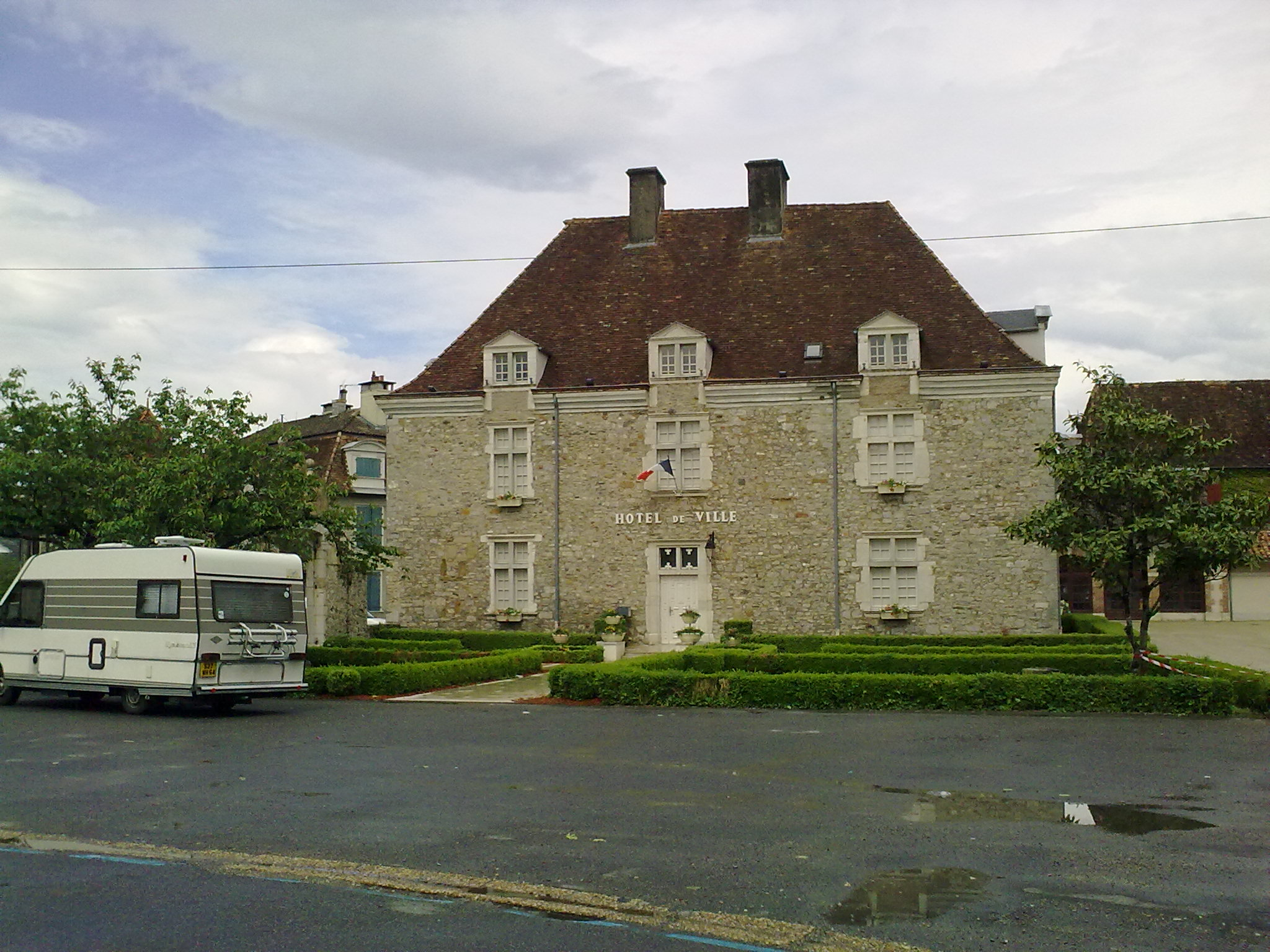
索沃泰尔德贝阿恩市政厅

索沃泰尔德贝阿恩的现任市长为让-亨利·拉布尔先生（Jean-Henri LABOUR），他是一名右翼无党派人士，在2020年的市政选举中获得了56.91%的支持率。
在2022年的法国总统大选中，法国第25任总统埃马纽埃尔·马克龙在索沃泰尔德贝阿恩获得了59.21%的支持率。

## 人口
2019年，索沃泰尔德贝阿恩市镇人口数量为1,370，在法国排名第7,560位。其中男性593人，女性777人，75岁及以上人口占14.8%，外籍人口数量为72人，人口密度为94人/平方公里，当地居民被称为（男性）或（女性）。2020年，索沃泰尔德贝阿恩境内出生7人，死亡人口44人。
| 索沃泰尔德贝阿恩1901年－2020年人口变化情况 |
|                                            |
| 数据来源：Cassini、INSEE                   |

## 经济
索沃泰尔德贝阿恩是一个区域性的中心市镇。截止2023年4月，索沃泰尔德贝阿恩市镇范围内共有各类用人单位（包含自雇）309家，平均历史为23年，均为中小型企业（PME），2023年2月至4月间，当地的经济活力指数为0.97%。（工程设计）、（即食食品加工）及（水电安装）是当地2021年营业额最高的三个企业，分别为2,212,156欧元、1,949,859欧元和490,255欧元。

## 财政与居民收入
2021年，索沃泰尔德贝阿恩的财政收入总额为1,366,960欧元，财政支出总额为1,046,160欧元，当年的债务总额为1,189,870欧元。2021年，索沃泰尔德贝阿恩市镇通过增值税获得45,930欧元的收入，此外当地还共获得了15,870欧元的国家直接财政补助。
2020年，索沃泰尔德贝阿恩的人均月收入总额为1,690欧元，低于法国平均水平（2,303欧元）。
2019年，索沃泰尔德贝阿恩境内的青壮年（15至64岁）失业率为10.8%；当地43.1%的家庭拥有纳税资格，平均纳税1,493欧元，低于法国平均水平（3,910欧元）。

## 社会事务

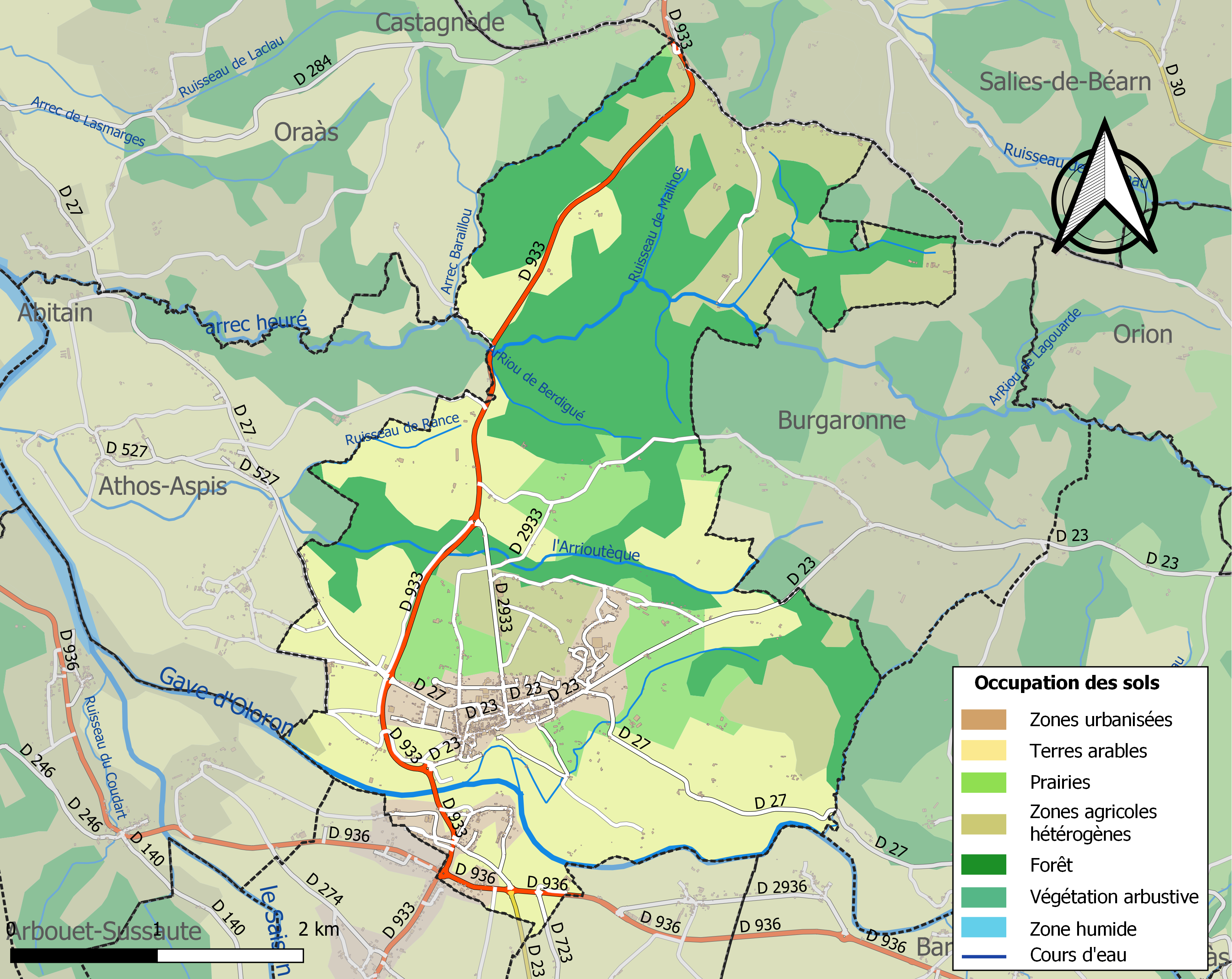
索沃泰尔德贝阿恩土地利用情况地图

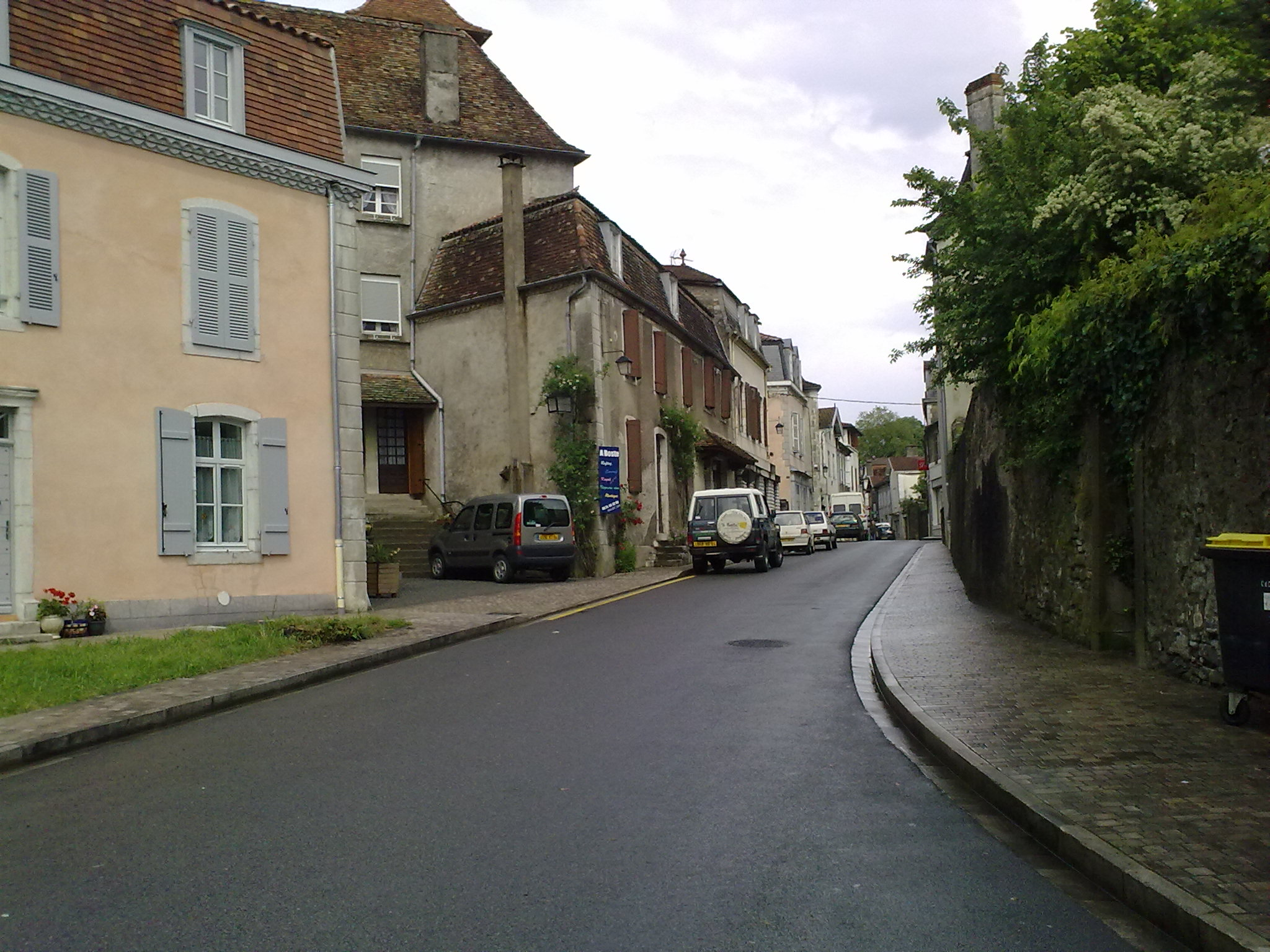
索沃泰尔德贝阿恩市区的一条街道

### 教育
索沃泰尔德贝阿恩属于波尔多学区。截止2021年1月1日，索沃泰尔德贝阿恩境内共有2所小学、2所初级中学和1所农业高中。2021至2022学年度，索沃泰尔德贝阿恩境内共有在校中等教育阶段学生260名。
在高等教育方面，索沃泰尔德贝阿恩境内有一所卫生学校。

### 医疗
截止2021年1月1日，索沃泰尔德贝阿恩境内共有全科医生3名、保健师5名、牙医4名和护士6名。境内共有药房2家、养老院1家、残疾人帮扶中心1家。
距离索沃泰尔德贝阿恩最近的区域性医疗机构为奥尔泰兹中心医院（Centre Hospitalier d'Orthez），其主病区位于奥尔泰兹市区，距离索沃泰尔德贝阿恩市区的正常车程大约23分钟，该院设有床位320个，是当地规模最大的公立综合性医院。

### 住房
2019年，索沃泰尔德贝阿恩境内共有各类住房786套，其中75.4%为独立式居民区，23.4%为集中式居民区。常住房屋占索沃泰尔德贝阿恩市镇范围内居民建筑总量的74.9%。
在住房保障政策方面，2021年，索沃泰尔德贝阿恩境内共有181户家庭获得了住房经济补助，受益人数占总人口数量的13.2%，其中171份为房租补助。

### 商业
2021年，索沃泰尔德贝阿恩境内共有各类实体商铺39家，其中餐厅4家、大型超市1家、面包房2家、肉铺1家、美容美发店4家、汽车维修店3家。市区西部建有一家E.Leclerc超市。

### 体育
2021年，索沃泰尔德贝阿恩境内共有1间体育馆、3处网球场以及1处足球或橄榄球场。
截至2023年4月，索沃泰尔德贝阿恩境内暂无任何注册足球俱乐部。
萨利-索沃泰尔贝阿恩橄榄球俱乐部（Rugby Club Béarnais Salies-Sauveterre）是当地的一支橄榄球俱乐部，其主队2022至2023赛季参加法国区域橄榄球乙组联赛（法国第八级别），其注册地及主场为萨利德贝阿恩境内阿尔卡尔泰罗球场（Stade Al Cartero）。

### 环境
索沃泰尔德贝阿恩的环境事务由其所属的河流贝阿恩市镇公共社区联合各级政府协调负责。2021年，索沃泰尔德贝阿恩境内暂无污染企业。

### 治安
2021年，索沃泰尔德贝阿恩市镇范围内有1处宪兵队。
索沃泰尔德贝阿恩及其附近的共116个市镇是奥尔泰兹国家宪兵队（zone gendarmerie de Orthez）的管辖范围。2020年，该宪兵队累计记录各类案件1,948起，其中盗窃类案件921起，经济类案件333起，毒品交易类案件74起。

## 文化

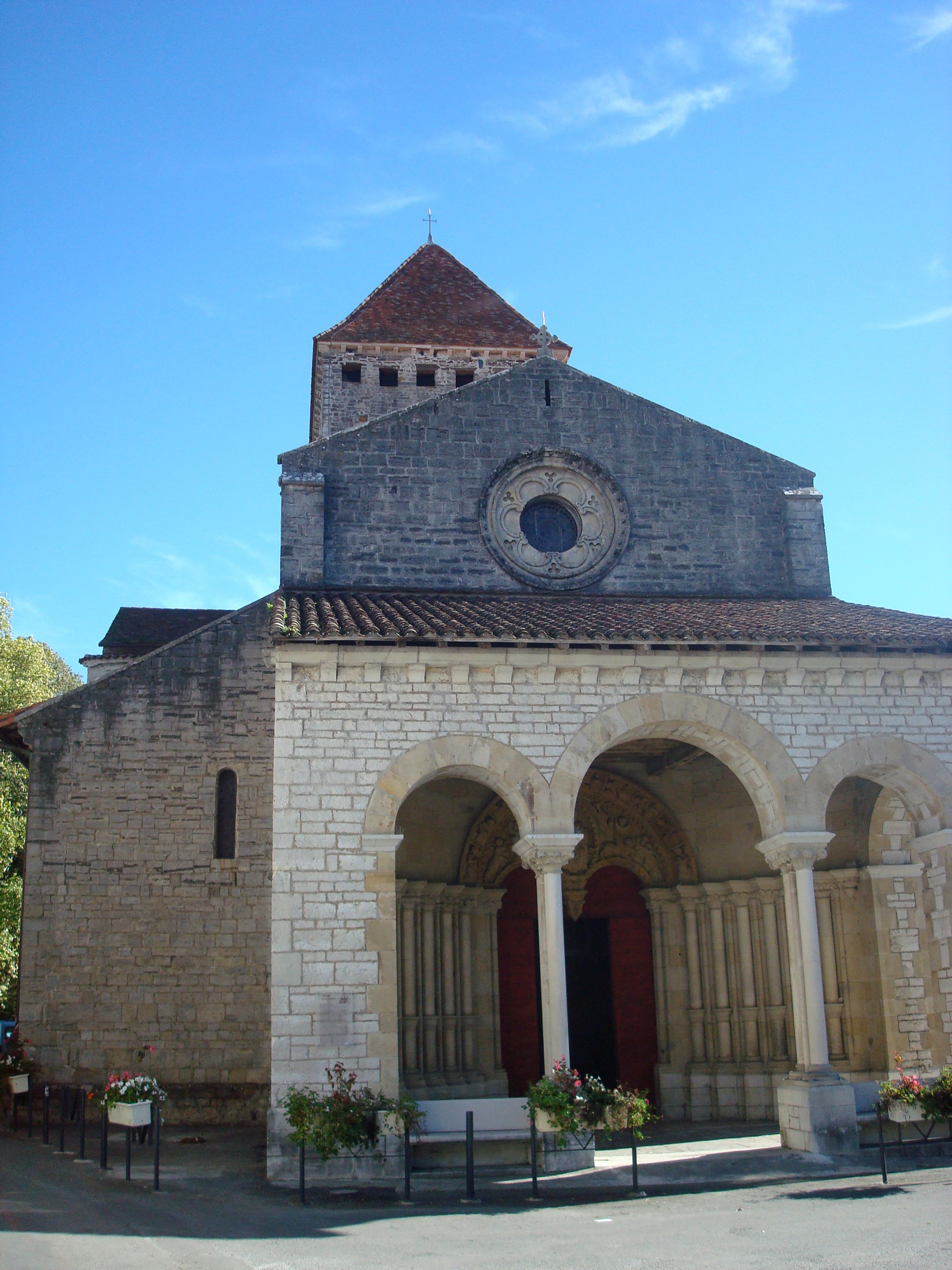
圣安德烈教堂

2021年，索沃泰尔德贝阿恩境内暂无任何文化设施。索沃泰尔德贝阿恩境内建有市政图书馆（Bibliothèque municipale），每周二、三、六向公众开放。

### 建筑
索沃泰尔德贝阿恩境内有多处历史建筑，其中蒙雷阿勒塔遗址、圣安德烈教堂为法国国家文物保护单位。

### 旅游
索沃泰尔德贝阿恩的旅游事务由其所属的河流贝阿恩市镇公共社区负责。2022年，索沃泰尔德贝阿恩境内共有1个露营地，可容纳共46辆露营车。

### 媒体
法国主要的媒体均可在索沃泰尔德贝阿恩接收，法国电视三台下属的新阿基坦大区频道在部分时段播出索沃泰尔德贝阿恩所在大西洋比利牛斯省的地方新闻。《西南报》、《比利牛斯共和国报》、蓝色法兰西贝阿恩-比戈尔广播等是当地主要的地方性媒体。

## 相关人物
法国橄榄球运动员弗朗西斯·阿热出生于索沃泰尔德贝阿恩。

## 友好城市
截至2023年4月，索沃泰尔德贝阿恩共与一座城市互为友好城市关系：
- 西班牙 加列戈河畔古雷阿